# بخش رودشت (لردگان)
بخش رودشت، یکی از بخش‌های شهرستان لردگان در استان چهارمحال و بختیاری ایران است. مرکز این بخش، شهر سردشت است.
نام پیشین این بخش، طلایه بود که در تاریخ ۱۹ مهر ۱۳۹۱ به رودشت تغییر پیدا کرد.

## تقسیمات کشوری
- بخش رودشت
  - دهستان سردشت
  - دهستان دودراء

شهر: سردشت

## جمعیت
بر پایه سرشماری عمومی نفوس و مسکن در سال ۱۳۹۵، جمعیت بخش رودشت برابر با ۱۶٬۷۶۲ نفر بوده‌است.